# Géoportail
Géoportail è un progetto di portale internet dell'Institut géographique national (IGN) francese, che ha l'ambizione di proporre una visualizzazione del paese in alta risoluzione.

## Ragioni della creazione
Alla radice della realizzazione del progetto stanno due ragioni principali:
- la volontà di rendere disponibili su internet sempre più servizi amministrativi
- la ricerca di replica del successo di Google Earth, con una maggiore attenzione al territorio francese

## Immagini e carte
Le immagini sono frutto delle foto aeree dell'IGN, con una risoluzione di 1 pixel uguale a 50 cm, con dato al massimo vecchi di cinque anni. In totale saranno presenti 400.000 foto, il 10% delle disponibilità dell'Istituto.
Saranno presenti sul sito 3.668 carte dell'IGN a scale differenti (1:25.000, 1:100.000 e 1:250.000).
Con particolari accordi, saranno inseriti nel sito dati appartenenti ad altri organismi, come i 550.000 del catasto.

## Messa in servizio
Dal 23 giugno 2006 è possibile una navigazione 2D della Francia, con una risoluzione di 50 cm per pixel. La navigazione 3D è disponibile da settembre 2007.